# MV Nyon
El Nyon fue un carguero de 5.364 toneladas construido en 1952. Encalló en 1958 y fue cortado en dos para salvarlo. Se recuperó la sección de popa y se construyó y ajustó una nueva sección de proa en 1959. Estuvo en servicio hasta 1962, cuando chocó contra otro barco y se hundió.

## Hundimiento
El 15 de junio de 1962, el Nyon estaba en un viaje desde Amberes (Bélgica) a Montreal (Canadá), cuando chocó en condiciones de niebla contra el carguero indio Jalazad en el Canal de la Mancha, unas 5 millas náuticas (9,3 km) al sur de Beachy Head, East Sussex. Se emitió una señal de socorro que indicaba su posición como 50°32′N 1°30′E / 50.533, 1.500, unas 80 millas náuticas (150 km) al oeste de su posición real. El Nyon se hundió en catorce minutos.  Los 32 tripulantes fueron rescatados por el Jalazad.